# Людвікув (Радомський повіт)
Людвікув (пол. Ludwików) — село в Польщі, у гміні Єдлінськ Радомського повіту Мазовецького воєводства.
Населення — 246 осіб (2011).
У 1975-1998 роках село належало до Радомського воєводства.

## Демографія
Демографічна структура станом на 31 березня 2011 року:
|          | Загалом | Допрацездатний вік | Працездатний вік | Постпрацездатний вік |
| -------- | ------- | ------------------ | ---------------- | -------------------- |
| Чоловіки | 116     | 25                 | 80               | 11                   |
| Жінки    | 130     | 28                 | 77               | 25                   |
| Разом    | 246     | 53                 | 157              | 36                   |